# Cristina Fallarás

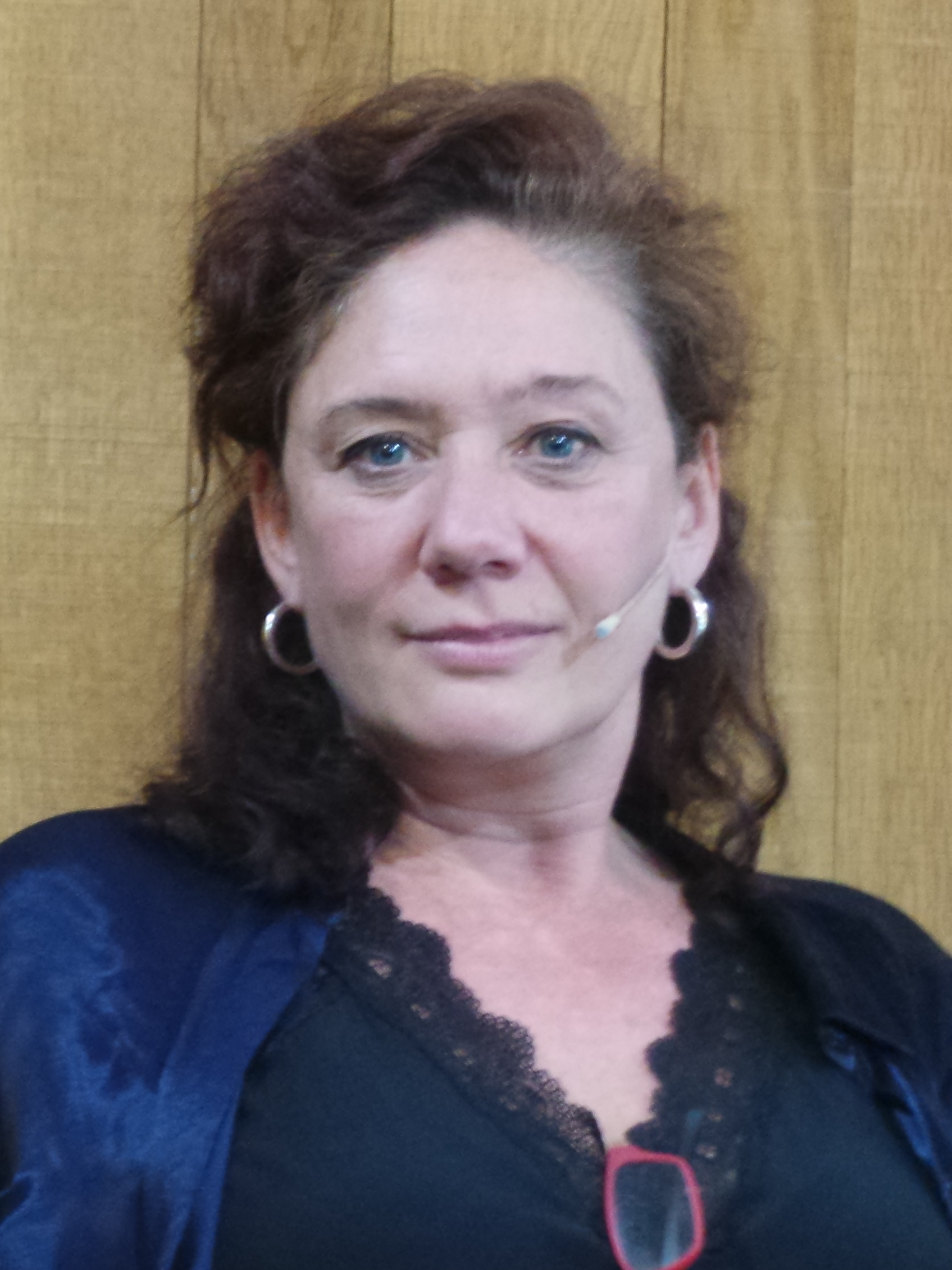
Cristina Fallarás

Cristina Fallarás (* 1968 in Saragossa) ist eine spanische Autorin und Journalistin.

## Biographie
Sie studierte Informationswissenschaften an der Autonomen Universität Barcelona und arbeitete für Cadena SER, El Mundo, El Periódico de Catalunya, RNE (Ràdio 4) und Diario ADN.
Für ihren Kriminalroman Las niñas perdidas wurde sie 2012 mit dem Premio Hammett ausgezeichnet.

## Bibliographie
- La otra Enciclopedia Catalana (Belacqua, 2002)
- Rupturas (Urano, 2003)
- No acaba la noche (Planeta, 2006)
- Así murió el poeta Guadalupe (Alianza, 2009)
- Las niñas perdidas (Roca Editorial, 2011)
- Las niñas perdidas, Roca Editorial, 2011
- Últimos días en el Puesto del Este, DVD ediciones, 2011
- Honrarás a tu padre y a tu madre, Anagrama, 2018
- Ahora contamos nosotras, Anagrama, 2019
- Posibilidad de un nido, Esto No Es Berlín, 2020
- El evangelio según María Magdalena, Penguin Random House, 2021